# Jahangir Hasanzade
Jahangir Hasanzade (en azéri : Cahangir Həsənzadə), né le 4 août 1979 à Bakou en Azerbaïdjan, est un footballeur international azerbaïdjanais, qui évoluait au poste de gardien de but. 

## Biographie

### Carrière de joueur
Jahangir Hasanzade dispute deux matchs en Ligue des champions, et 8 matchs en Coupe de l'UEFA,.

### Carrière internationale
Jahangir Hasanzade compte 34 sélections avec l'équipe d'Azerbaïdjan entre 1998 et 2007. 
Il est convoqué pour la première fois par le sélectionneur national Vagif Sadygov pour un match amical contre l'Estonie le 28 novembre 1998 (victoire 2-1). Il reçoit sa dernière sélection le 17 octobre 2007 contre la Serbie (défaite 6-1).

## Palmarès
- Avec le Neftchi Bakou
  - Champion d'Azerbaïdjan en 2004 et 2005
  - Vainqueur de la Coupe d'Azerbaïdjan en 1999, 2002 et 2004

- Avec le Qarabağ Ağdam
  - Vainqueur de la Coupe d'Azerbaïdjan en 2006

- Avec l'Inter Bakou
  - Champion d'Azerbaïdjan en 2008